# Bursinia seminitens
Bursinia seminitens är en insektsart som beskrevs av Géza Horváth 1910. Bursinia seminitens ingår i släktet Bursinia och familjen Dictyopharidae. Inga underarter finns listade i Catalogue of Life.